# Koji Kumagai
Koji Kumagai (Aomori, 23 oktober 1975) is een voormalig Japans voetballer.

## Carrière
Koji Kumagai speelde tussen 1994 en 2005 voor Kashima Antlers en Vegalta Sendai.